# Parc quasi national de Hyōnosen-Ushiroyama-Nagisan
Le parc quasi national de Hyōnosen-Ushiroyama-Nagisan (氷ノ山後山那岐山国定公園, Hyōnosen-Ushiroyama-Nagisan kokutei kōen) est un parc quasi national situé dans les préfectures de Hyōgo, de Tottori et d'Okayama au Japon. Créé le 10 avril 1969, il s'étend sur 488,03 km2.